# Árpád-házi Szent Erzsébet-plébániatemplom (Erzsébetváros)
Az Árpád-házi Szent Erzsébet-plébániatemplom vagy más néven Erzsébetvárosi plébániatemplom Budapest VII. kerületében, Erzsébetvárosban a Rákóczi út közelében, a Rózsák terén található római katolikus templom. Az épületet 1895 és 1901 között építették Steindl Imre neogótikus tervei alapján, és méreteit tekintve a kerület második legnagyobb temploma és egyik legjelentősebb nevezetessége. Nevét Árpád-házi Szent Erzsébet után kapta.

## Története
Az újonnan alakult VII. kerület polgárai, az erzsébetvárosiak 1881-ben római katolikus templomot építtettek a Szegényház tér, ma Rózsák tere északi oldalán. A kis templom Czigler Győző tervei alapján, eklektikus stílusban épült fel. Hamar egyértelmű lett azonban, hogy a rohamosan gyarapodó Erzsébetváros polgárainak szűk lesz a kis istenháza, így a római katolikus egyház megvásárolta a tér központi parcelláját, és 1889-ben megalakult a templomépíttető bizottság. 1892. július 28-án Steindl Imre neogótikus stílusban fogant tervét fogadták el kivitelezésre, sikertelenül pályázott mellette Pecz Samu és Aigner Sándor. Az alapok kiásását 1893. július 23-án, az építkezést pedig szeptember 11-én kezdték meg. Az 1895. október 20-án megrendezett ünnepélyes alapkőletételen részt vett az uralkodó, I. Ferenc József is, sőt az alapkövet saját kezűleg helyezte el. Az elkészült templomot végül 1901. május 16-án, áldozócsütörtökön szentelték fel, és Árpád-házi Szent Erzsébet oltalmába ajánlották. 1905-ben korábbi kis templomukat a magyar görögkatolikus egyháznak adták át.
Az első évtizedekben rohamosan nőtt az erzsébetvárosiak lélekszáma, és 1918-ban már meg is alakult a Szent Erzsébet nevét felvevő egyházközség. A templom előtti téren állították fel 1932-ben, a szent halálának 700. évfordulóján Damkó József Szent Erzsébet-szobrát. A teret ugyanekkor nevezték el Szent Erzsébet attribútumairól Rózsák terének. A második világháború során a templomot bombatalálat érte, és a helyreállítási munkálatokkal 1949-re készültek el. Az elkövetkező évtizedekben azonban az épület állapotában jelentős romlás következett be. A templom plébánosa 1992-ben Spányi Antal lett (2003 óta székesfehérvári megyés püspök), akinek 1995-ben sikerült elérnie, hogy a plébániatemplom műemléki státust kapjon, és ugyanekkor megkezdődhettek a teljes körű épületfelújítási munkálatok, amelyek a környező park rendezésével együtt 2004-re fejeződtek be. A belső tér renoválása még 2007 elején is tartott.

## Az épület
A templomnak két tornya van az épület északnyugati szárnyánál, melyek magassága 76 méter. Az épület szélessége 21,6, teljes hossza pedig 62 méter, míg alapterülete 1800 m². Közel 2600 embert képes befogadni. Ezen adatok alapján ez Budapest VII. kerületének legnagyobb temploma. Az épület arculatának kialakításakor Steindl Imre a gótika francia hagyományaiból merített, de nagyban hagyatkozott korának modern technikai megoldásaira is. A háromhajós, kereszthajós alaprajzú, kéttornyos templom északnyugati főhomlokzatának két tornya egymástól nagyobb távolságra épült fel. Köztük nyílik a templom főkapuja és két mellékbejárata. Felettük, a kapuoromzat csúcsán Kiss György Szent Erzsébet-szobra, valamint kerámiakeretben egy gótikus rózsaablak látható. A homlokzati oromzat csúcsíves mezejében Köllő Miklós szoboralakjai láthatók, Szent László, Szűz Mária és Szent István alakjában.
Steindl a főhajót a kereszthajóig hat boltmezőre osztotta. A kereszt metszéspontja, a mellékhajó után még egy boltmező következik, és a hatszögletű szentély zárja le a templom alaprajzát. A fő- és a mellékhajó sokszögű lezárása között egy-egy nyolcszögletű lépcsőtornyot alakított ki, amely a templom építészeti arculatát jelentősen megélénkíti. A főhajó magassága a boltozatig 16,2, a mellékhajóké 15,3 méter. A templom falait sárga színű sajtolt téglával borították, míg az idő viszontagságainak jobban kitett épületelemek (fiatornyok, párkányok stb.) faragott terméskőből készültek. A főhajó és a szentély tetőzetét természetes palával fedték. A terrakottamunkák Zsolnay Vilmos pécsi gyárából kerültek ki, aki Steindllel együtt kísérletezte ki a később pirogránit néven ismertté vált, ekkor még Steindl-masszaként emlegetett anyagot.

### Belső tér
A Szent Erzsébet-templom belső terét puritánság jellemzi. A hármas templomhajó boltozatát két sorban díszes fejezetű oszlopok támasztják, a neogótikus ornamentális festés Götz Adolf nevéhez fűződik. A főhajó festett ablaküvegei a második világháborúban elpusztultak. A szószék a négy evangélista domborművével Hauszmann Sándor műhelyéből került ki. A kereszthajókban lévő aranyozott faoltárokat Hölzel Mór készítette, a rajtuk látható bibliai jeleneteket és szenteket Aggházy Gyula és Zubriczky Lóránt festette. A kereszthajó és a szentély közötti kápolnákban, a lépcsőtornyok alatt szintén egy-egy oltár található, szoboralakjaikat Mayer Ede és Köllő Miklós készítette. A főhajót a szentélytől áldoztatórács választja el. A márványból, ónixból és bronzból készült főoltáron áll az aranyozott szentségház a magyar szenteket és boldogokat ábrázoló szobrokkal (Lantay Lajos munkái). A szentélyből nyílik a két sekrestye, felettük az oratóriumok helyezkednek el, a szentély festett ablakai Róth Miksa keze munkáját dicsérik.

### A harangok

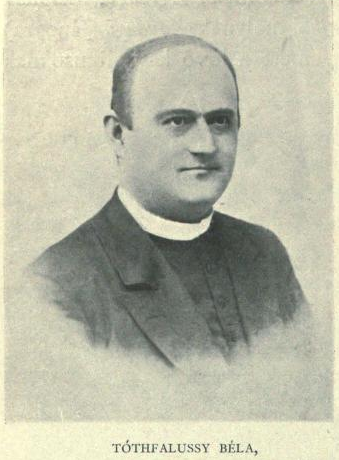
Tóthfalussy Béla

A templomnak eredetileg négy harangja volt, három a délnyugati (jobb), a negyedik, a legnagyobb pedig az északkeleti (bal) toronyban. Közülük két harangot a második világháborúban vitték el hadi célokra, pótlásukra azóta sem került sor. A legnagyobb harang (2400 kg, H0 alaphang) koronája és nyelve ma is látható az északkeleti toronyban, az állvány alatti padlón. A templom mindkettő megmaradt harangja a délnyugati toronyban van, ahol a 211 kg-os, cisz2 hangú lélekharang is lakott.
A nagyharang 1166 kg-os, 123,7 cm alsó átmérőjű, disz1 alaphangú. Az Ecclesia Harangművek öntötte Budapesten 1925-ben. Felirata: „SZENT LÁSZLÓ TISZTELETÉRE ÖNTETTÉK KÉT TESTVÉR HARANGGAL EGYÜTT AZ ERZSÉBETVÁROSI HÍVEK 1925. ÉVI SZENTÉVBEN NOVÁK ISTVÁN APÁTPLÉBÁNOS, BATTENBERG LAJOS EGYHÁZKÖZSÉGI VILÁGI ELNÖK, PELNDL FLÓRIS TEMPLOMGONDNOK, ALPÁR GÉZA EGYHÁZKÖZSÉGI TITKÁR IDEJÉBEN, A TEMPLOM FENNÁLLÁSÁNAK NEGYEDSZÁZADOS ÉVFORDULÓJÁN.” A szöveg felett a térdeplő Szent László király képe látható. A harang másik oldalának felirata: „ECCLESIA HARANGMŰVEK RT. ÖNTÖTT ENGEM F. W. RINCKER ÁLTAL BUDAPESTEN. 5525.”
A kisharang 509 kg-os, 97 cm alsó átmérőjű, gisz1 alaphangú. Az Ecclesia Harangművek öntötte Budapesten 1925-ben. Felirata: „Ó DICSŐ KIRÁLYLEÁNY NEMZETÜNK BÜSZKESÉGE KÖNYÖRÖGJ ÉRETTÜNK. ÖNTETTÉK AZ ERZSÉBETVÁROSI HÍVEK 1925-ÉVI SZENTÉVBEN.” A szöveg felett Árpád-házi Szent Margit képe látható, és a felirat: „SZENT MARGIT”. A harang másik oldalának felirata: „ECCLESIA HARANGMŰVEK RT. ÖNTÖTT ENGEM F. W. RINCKER ÁLTAL BUDAPESTEN. 5527.”

## Plébánosok
Az 1894 óta eltelt időben a templom plébánosai:
- Tóthfalussy Béla (1894–1904)
- Novák István (1904–1931)
- Hites Ignác (1931–1971)
- Bozó Gyula (1971–1984)
- Bertók Ferenc (1984–1992)
- Spányi Antal (1992–2003)
- Török Csaba (2004–2011)
- Varga Zoltán (2011–2022)
- Kampfmüller Sándor (2022-)

## Képtár

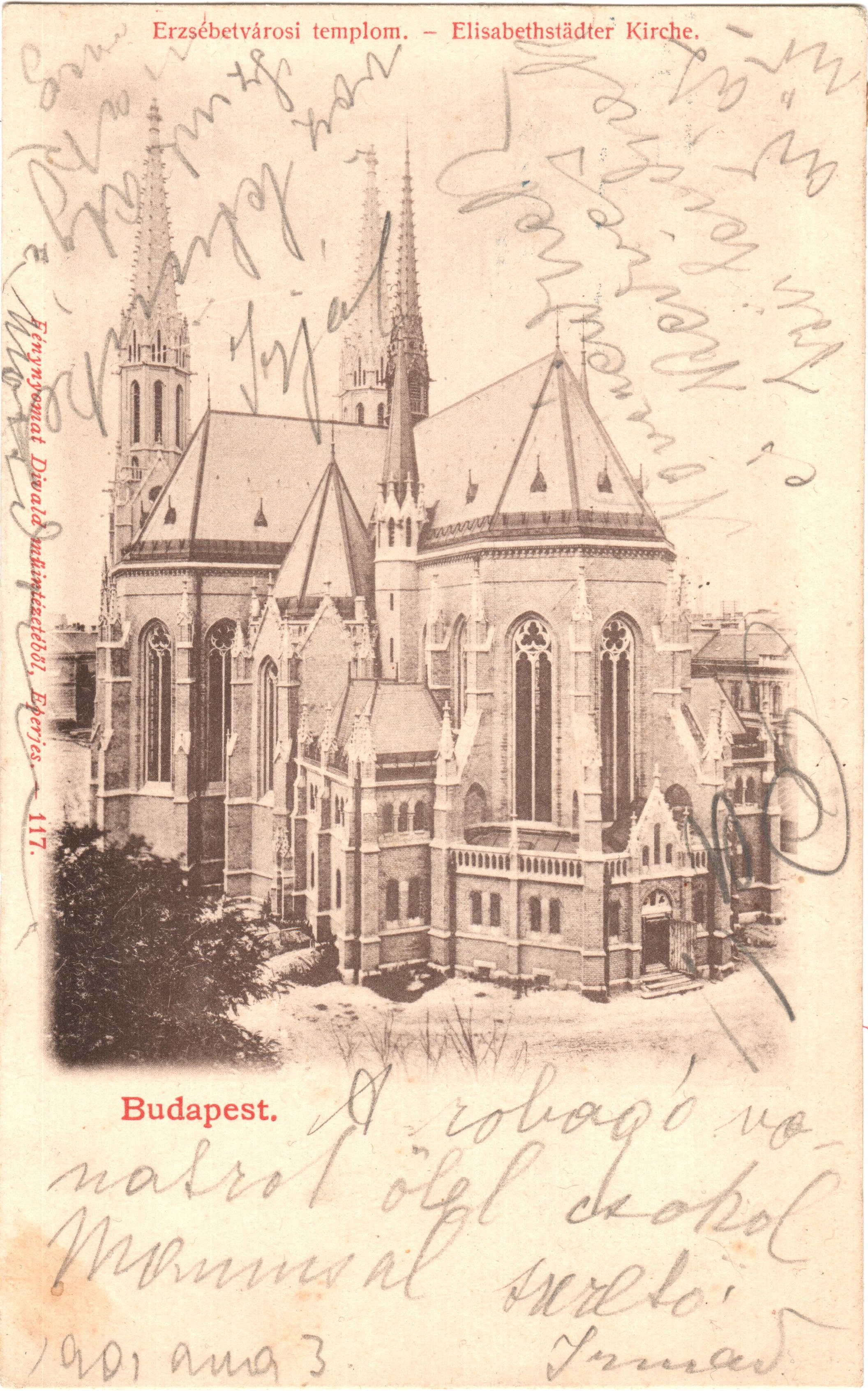
A templom egy 1901-es képeslapon
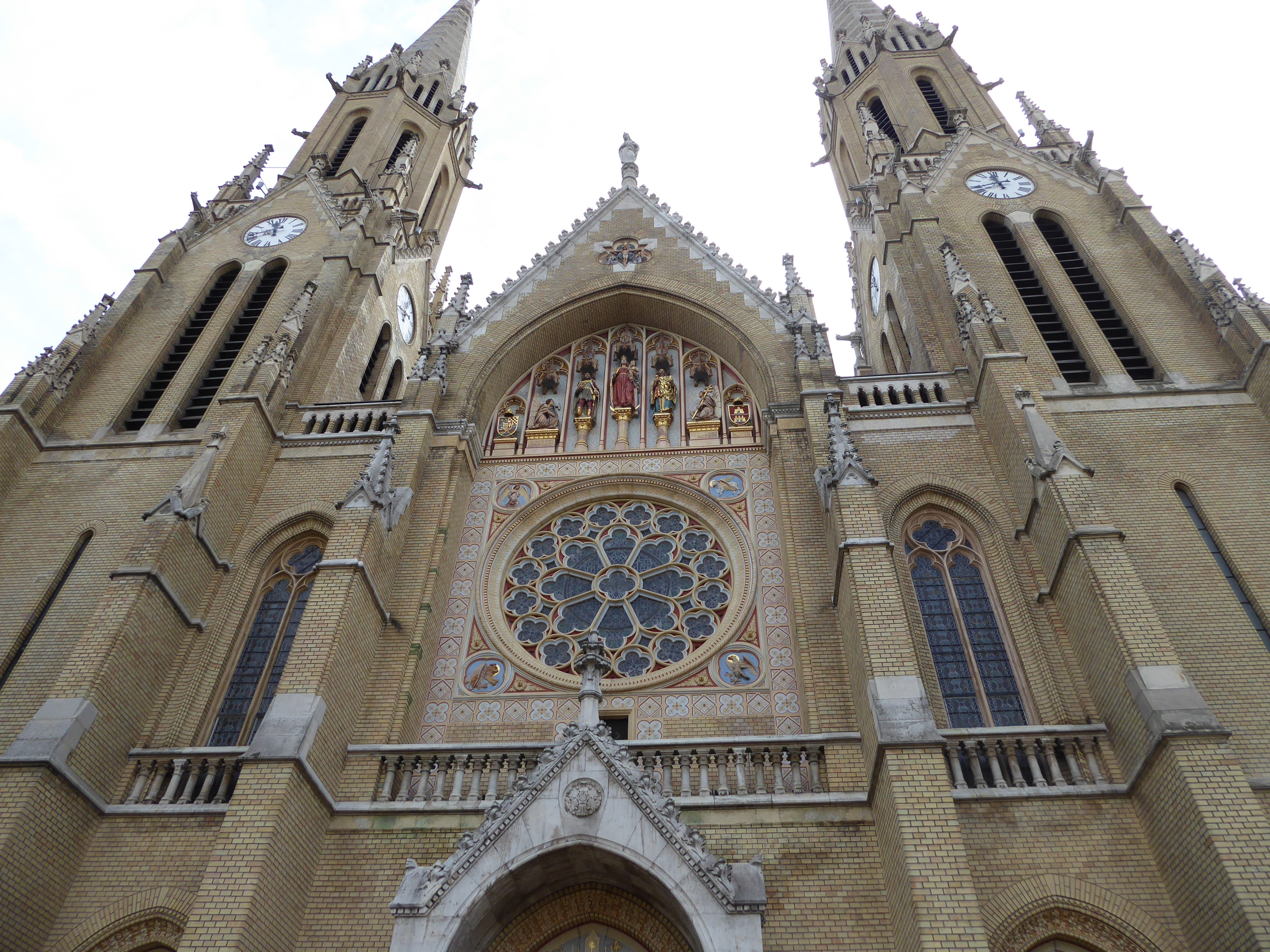
Főhomlokzat
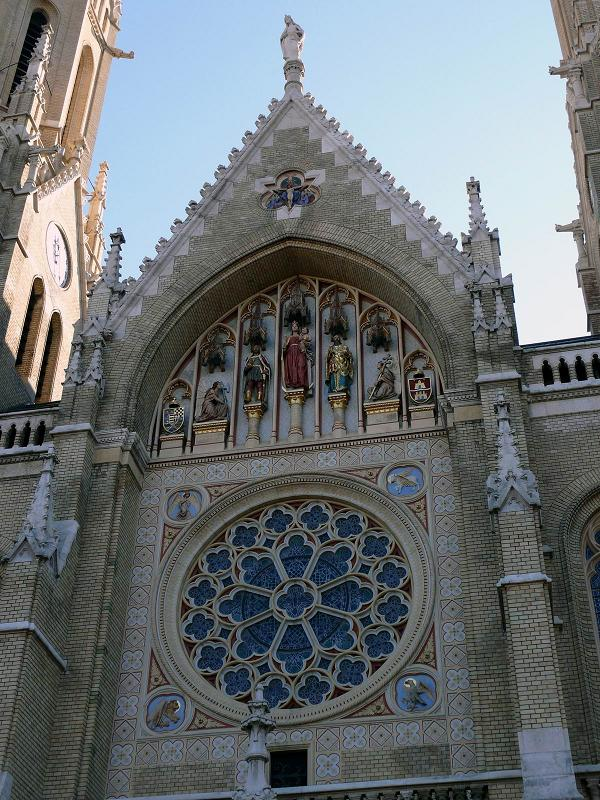
A főbejárat feletti rózsaablak, valamint az afeletti, sorrendben Szent László-, Szűz Mária- és Szent István-szobor, Köllő Miklós munkái
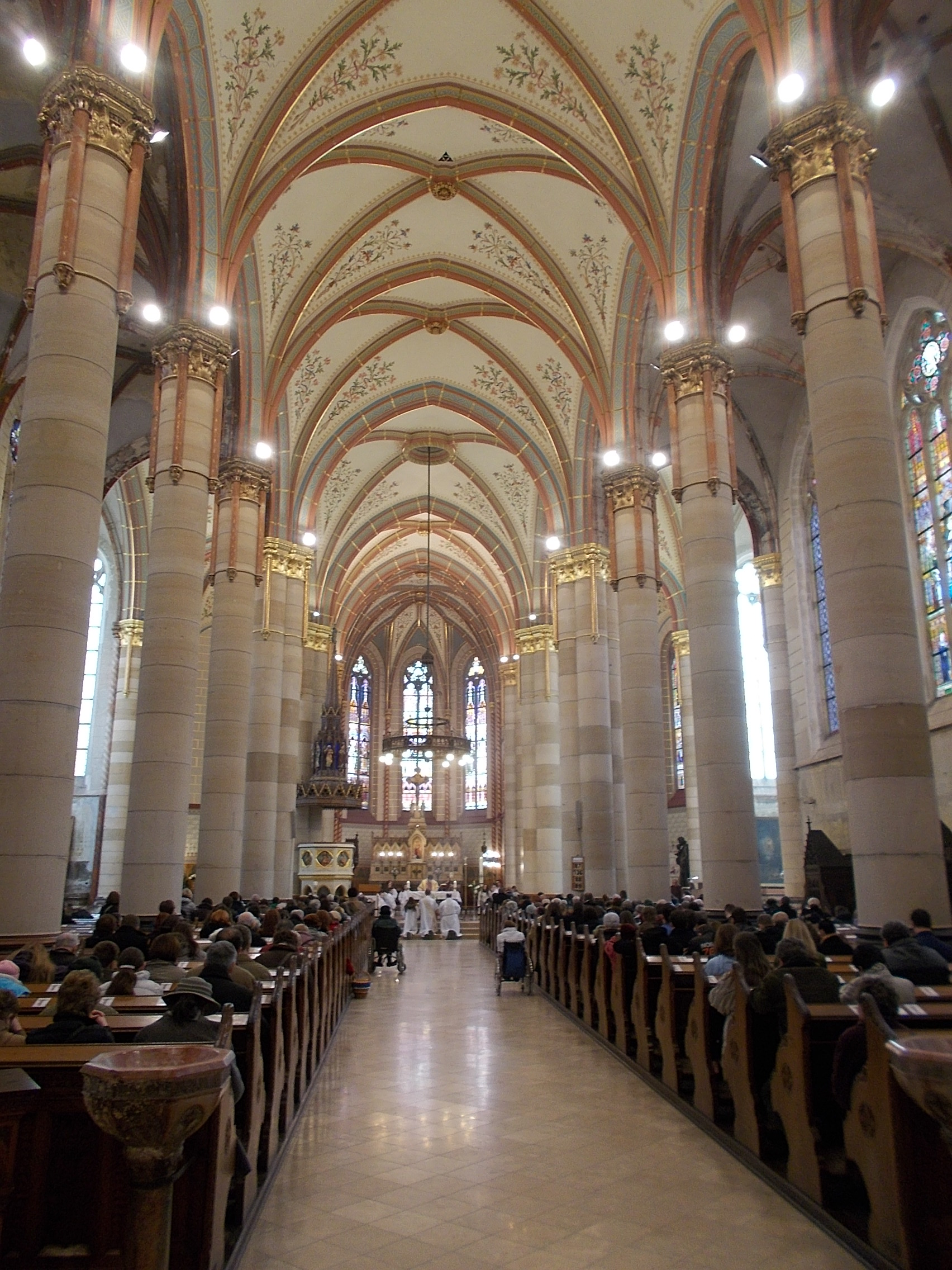
Belső tér
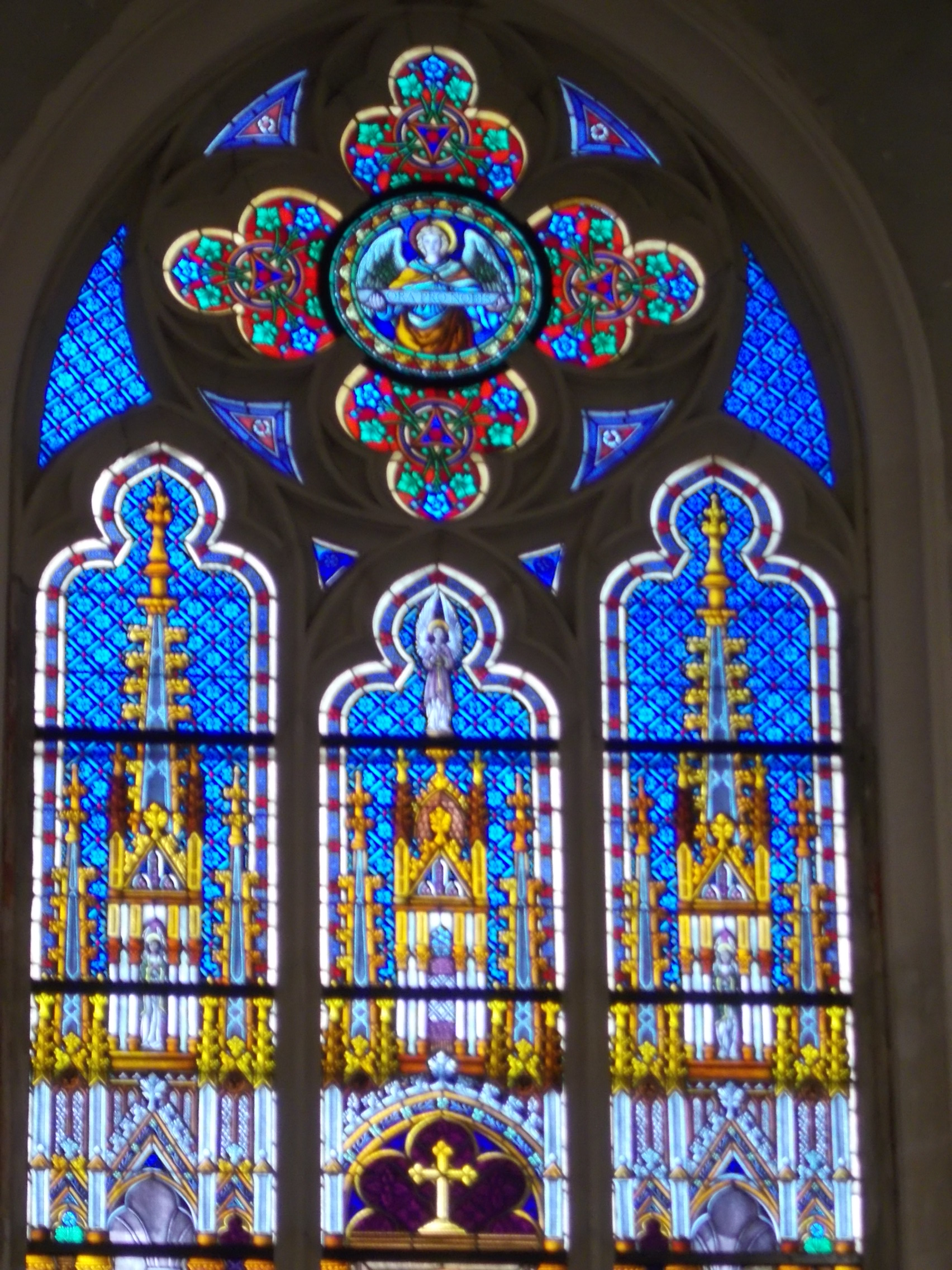
Üvegablak
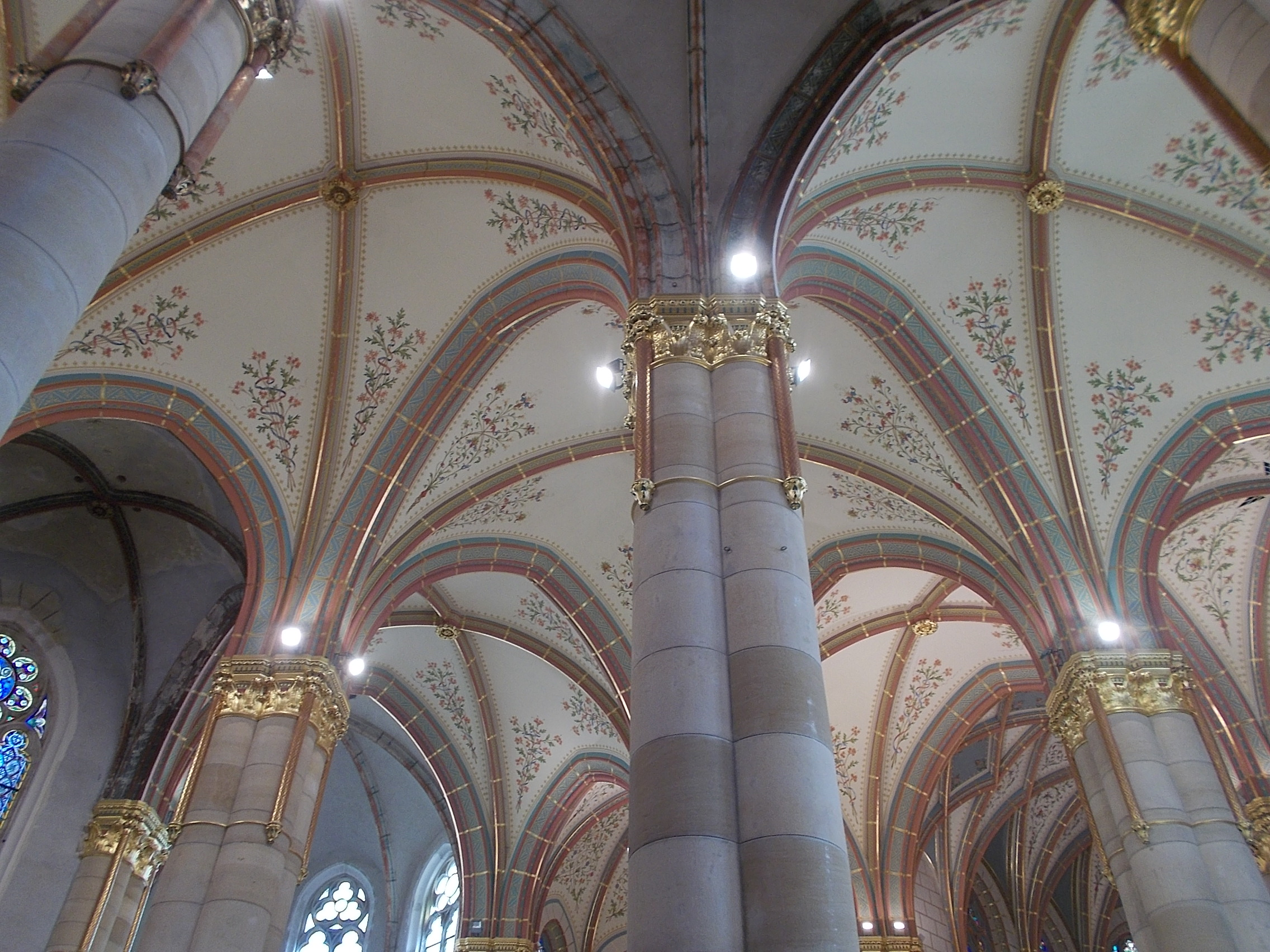
Pillérek
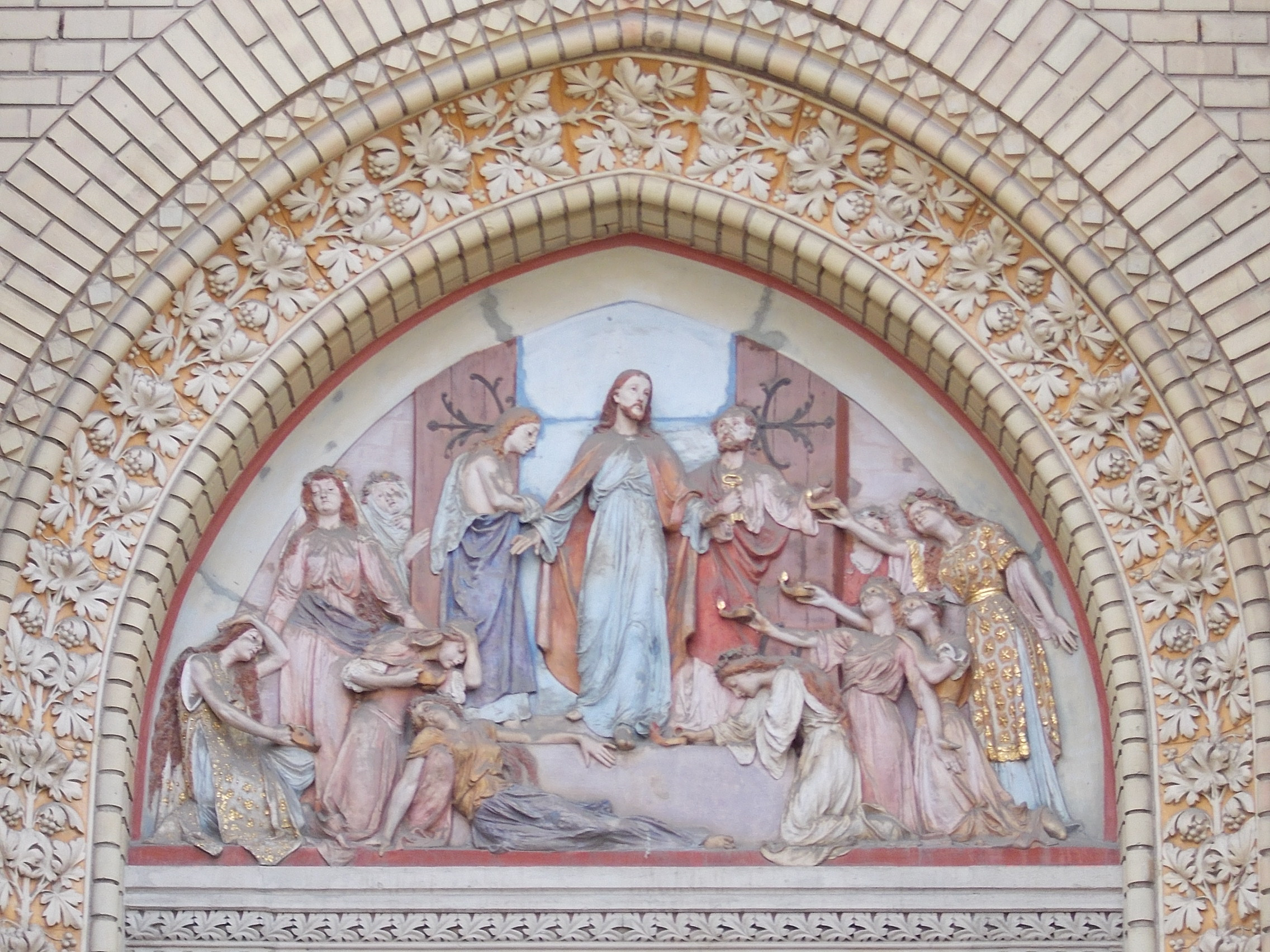
Dombormű
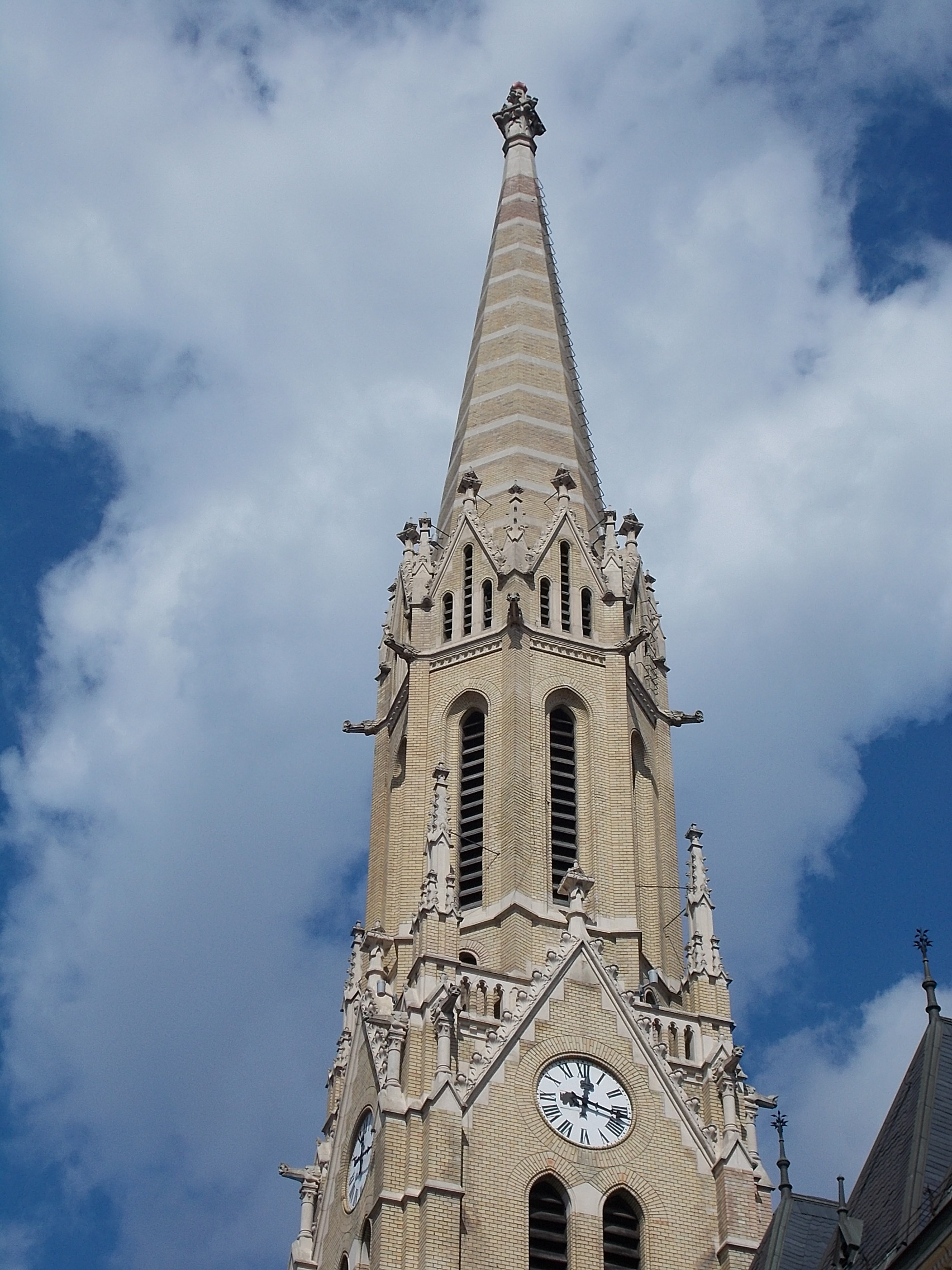
A nyugati torony
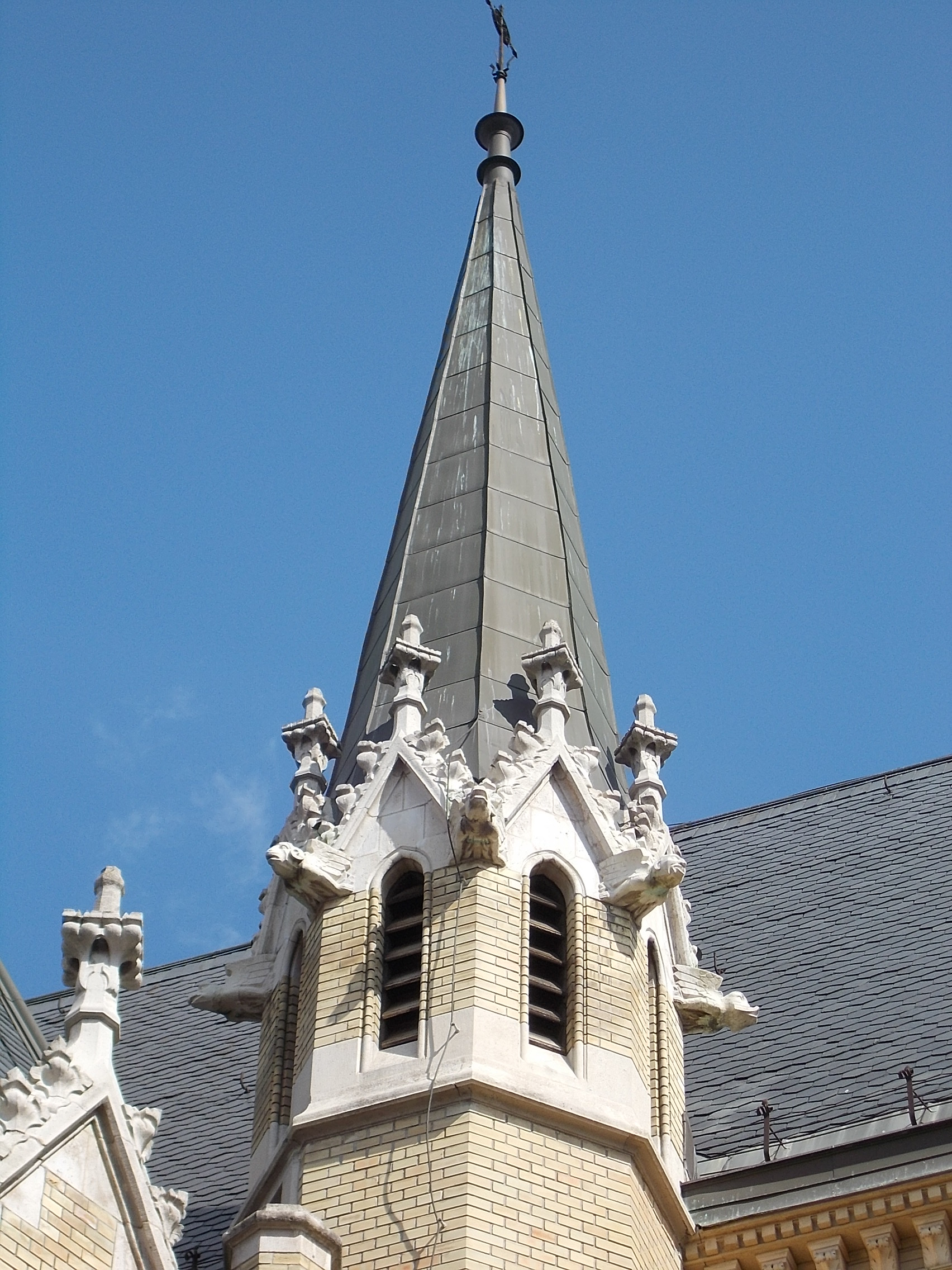
Fiatorony
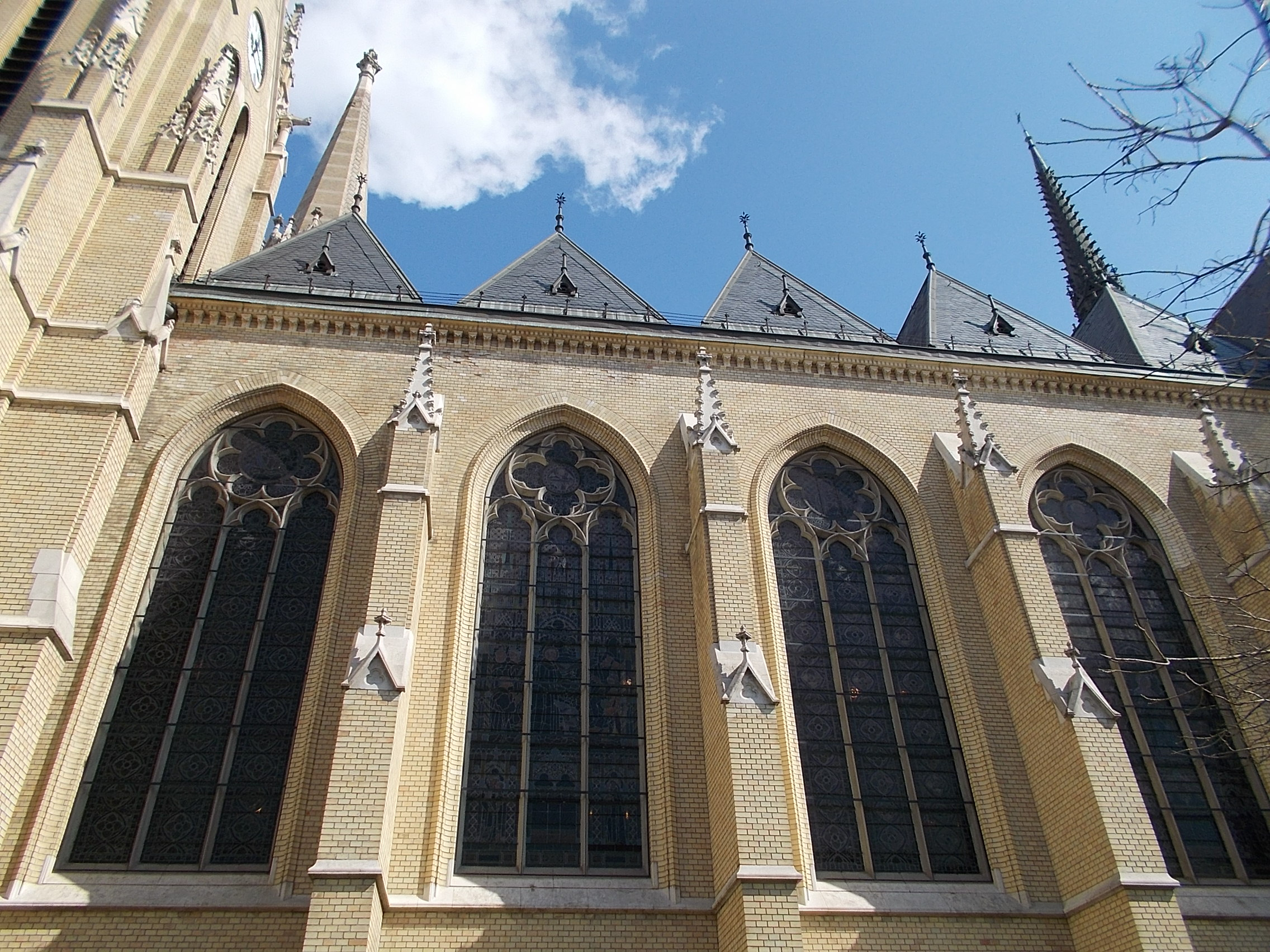
A jobb mellékhajó ablakai
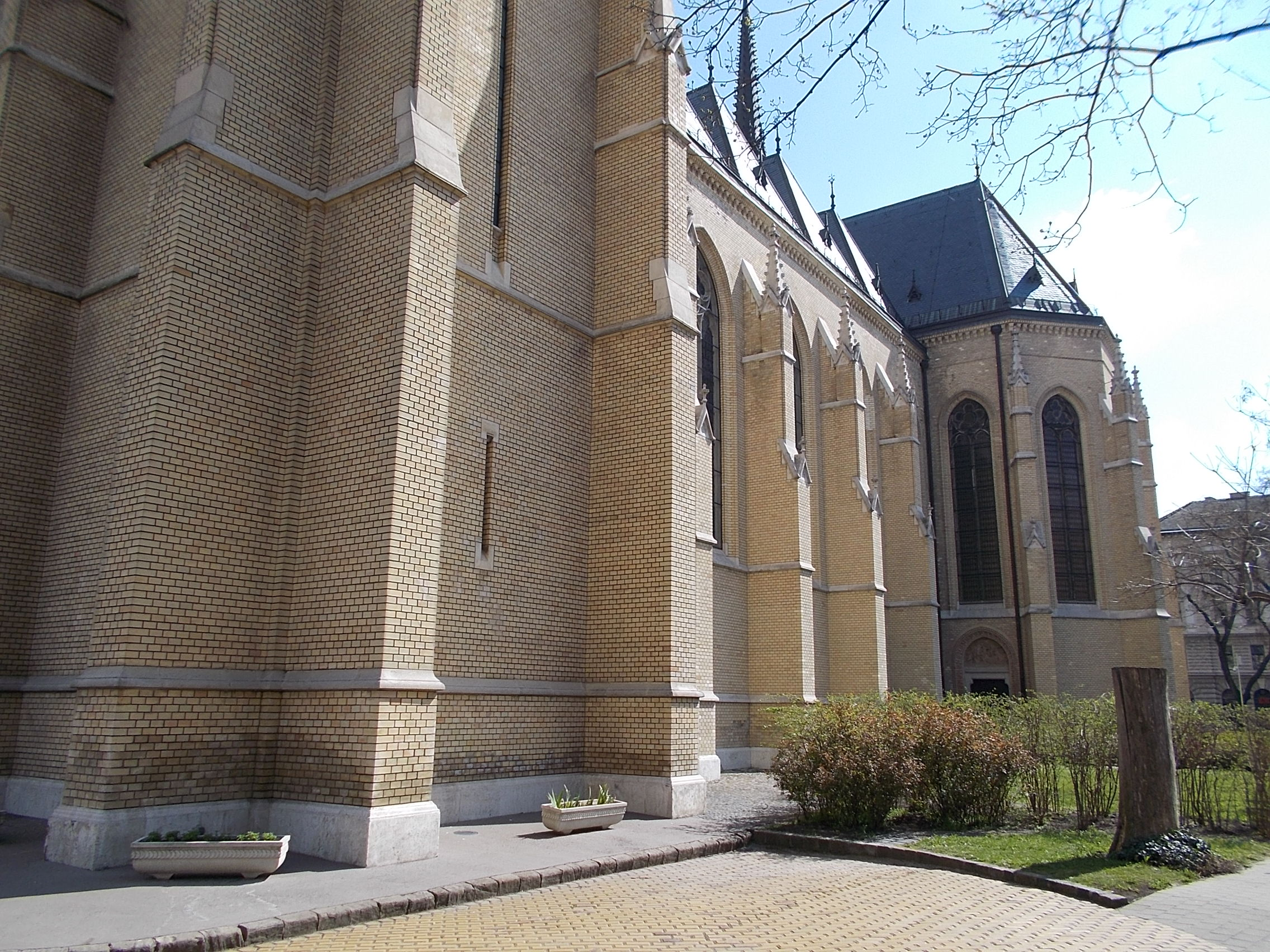
Támpillérek
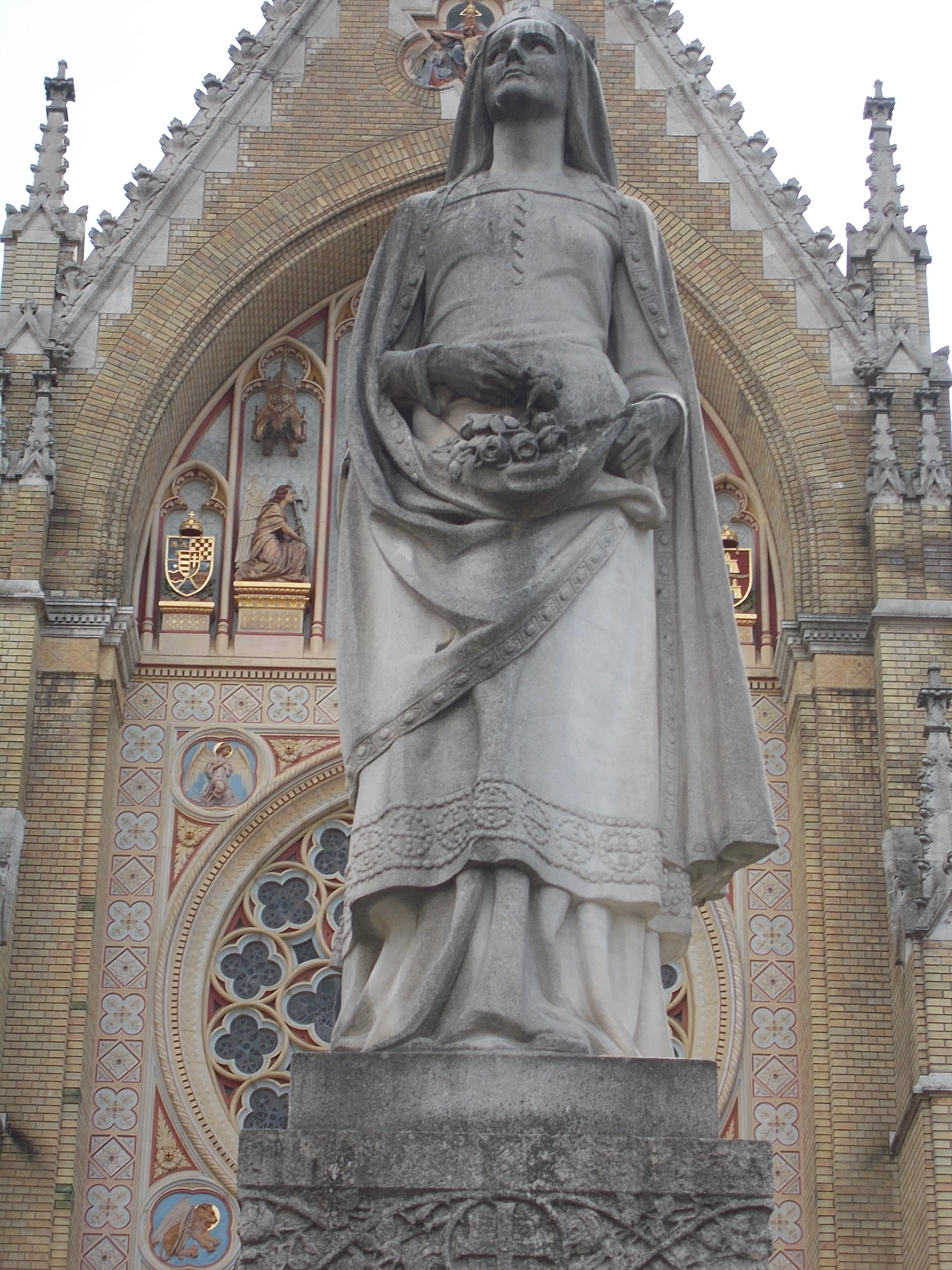
Szent Erzsébet szobor
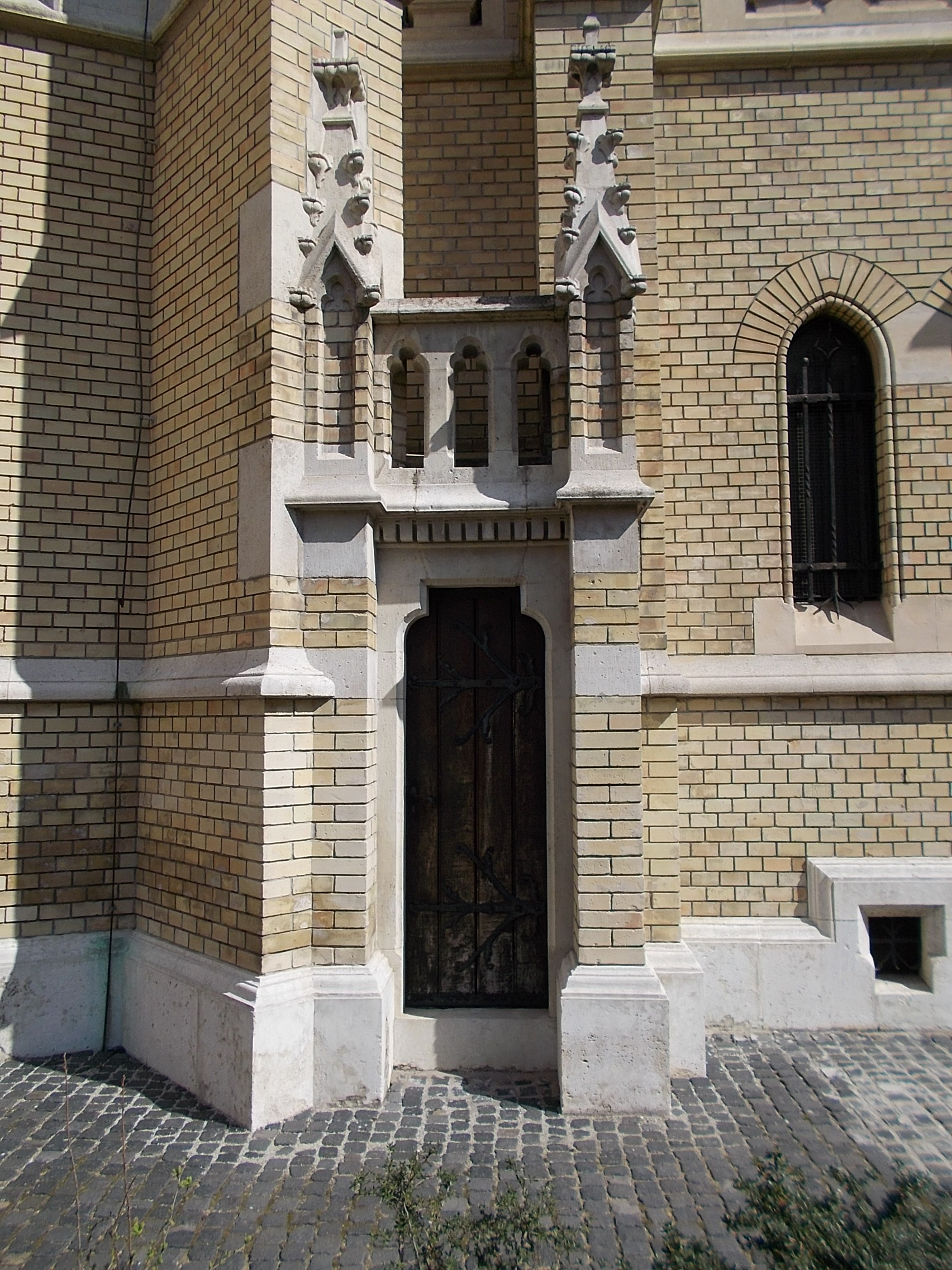
Lépcsőtorony ajtó
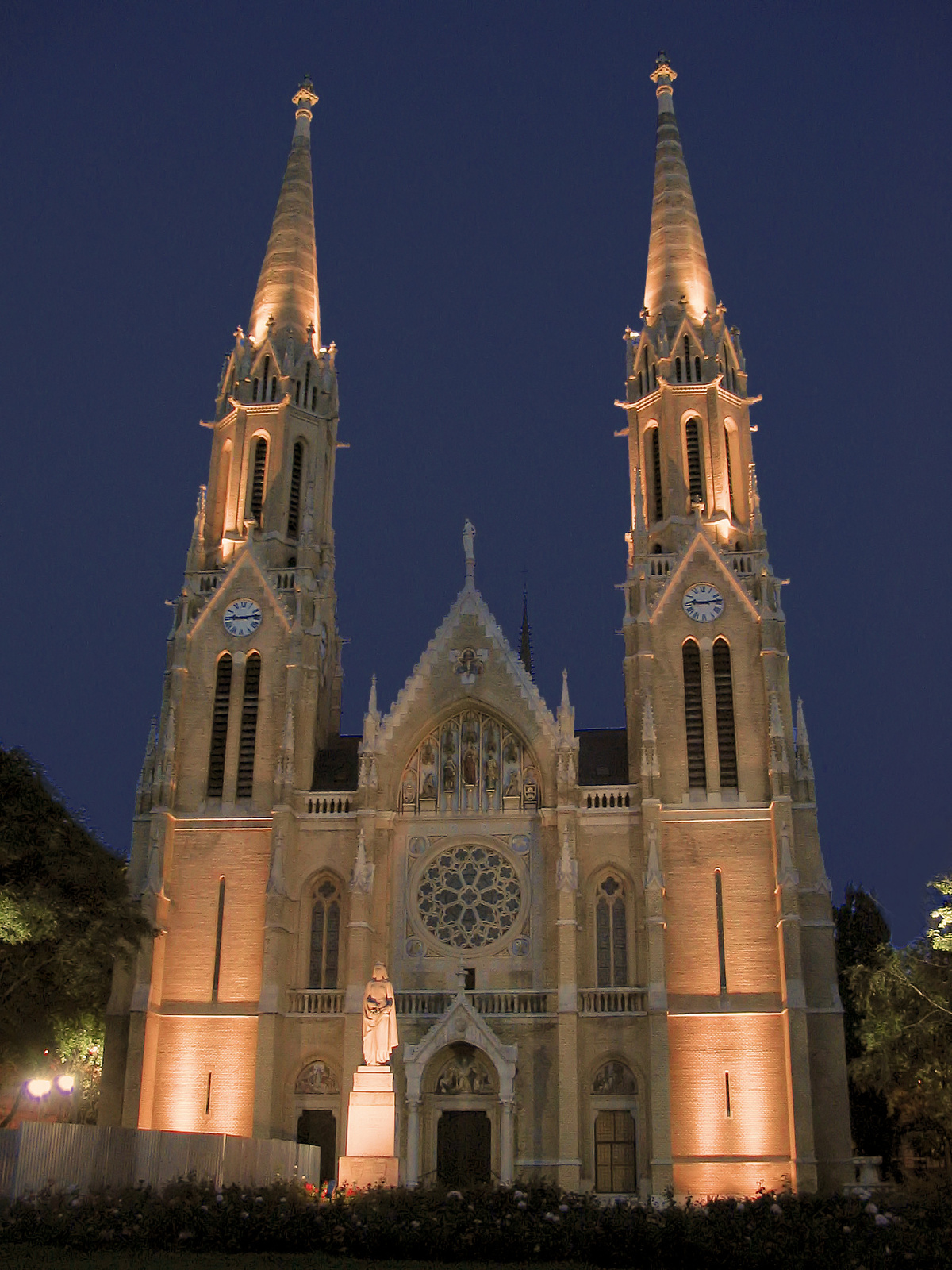
Esti kivilágítás